# Eurinopsyche obscurata
Eurinopsyche obscurata är en insektsart som först beskrevs av Fabricius 1775.  Eurinopsyche obscurata ingår i släktet Eurinopsyche och familjen lyktstritar. Inga underarter finns listade i Catalogue of Life.